# Tiquadra crocidura
Tiquadra crocidura är en fjärilsart som beskrevs av Edward Meyrick 1922. Tiquadra crocidura ingår i släktet Tiquadra och familjen äkta malar. Inga underarter finns listade i Catalogue of Life.